# Шезал Беноа
Шезал Беноа (фр. Chezal-Benoît) насеље је и општина у централној Француској у региону Центар (регион), у департману Шер која припада префектури Сент Аман Монрон.
По подацима из 2011. године у општини је живело 875 становника, а густина насељености је износила 18,83 становника/km². Општина се простире на површини од 46,46 km². Налази се на средњој надморској висини од 173 метара (максималној 187 m, а минималној 137 m).

## Демографија
| 1962. | 1968. | 1975. | 1982. | 1990. | 1999. | 2011. |
| ----- | ----- | ----- | ----- | ----- | ----- | ----- |
| 1.436 | 1.526 | 1.447 | 1.315 | 1.212 | 977   | 875   |

График промене броја становника у току последњих година